# Oxyptilini
De Oxyptilini zijn een geslachtengroep van vlinders in de familie van de vedermotten (Pterophoridae).

## Geslachten
- Oxyptilus Zeller, 1841
- Apoxyptilus
- Capperia Tutt, 1905
- Prichotilus
- Procapperia Bigot & Picard, 1986